# Скотоводство инков
Скотоводство инков являлось отдельной отраслью хозяйства в Империи Инков.

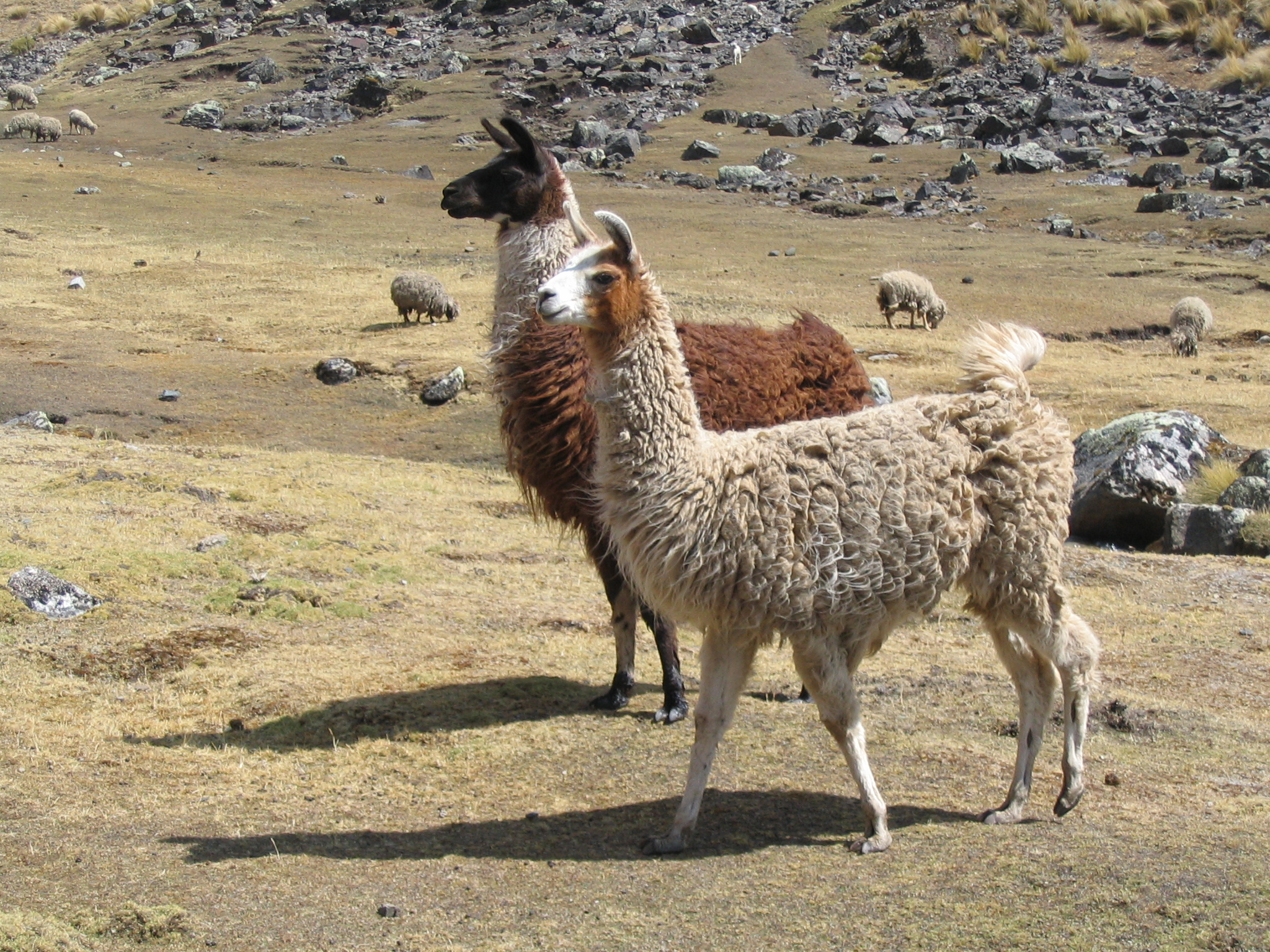
Ламы на пастбище

В доиспанских Андах животные, относящиеся к южноамериканским верблюдовым, получили действительно важную роль в экономике. В особенности — лама и альпака — единственные из семейства верблюдовых, прирученные человеком в Андах, добившись создания очень крупных стад. Также использовались два других неприрученных вида верблюдовых: викунья и гуанако. На первую из них охотились, применяя облаву (коллективную охоту).
В скотоводстве инков использовались такие инструменты: камни, ножи или туми, топоры, согласно хронистам, были из камня и бронзы, и верёвки. Многие из этих инструментов использовались для стрижки животных, которых потом выпускали на свободу; этим они обеспечивали постоянное не уменьшающееся количество особей. На гуанако, наоборот, охотилось ради его мяса, считавшегося очень ценным.